# IC 1876
IC 1876 је лентикуларна галаксија у сазвјежђу Пећ која се налази на листи објеката дубоког неба у Индекс каталогу.
Деклинација објекта је - 27° 27' 36" а ректасцензија 3h 4m 32,3s. Привидна величина (магнитуда) објекта IC 1876 износи 13,3 а фотографска магнитуда 14,3. IC 1876 је још познат и под ознакама ESO 417-13, MCG -5-8-13, HARO 17, AM 0302-273, PGC 11577.